# 大泉康雄
大泉 康雄（おおいずみ やすお、1948年（昭和23年）- ）は、日本の編集者。『週刊女性セブン』の編集長などを歴任した。

## 経歴
東京都出身。中央大学付属高等学校を経て、中央大学法学部を卒業した。小学校から中学校まで、連合赤軍事件の吉野雅邦と同級生であった。
1970年に小学館に入社した。『週刊女性セブン』編集部を経て、『プチセブン』編集長、『週刊女性セブン』編集長を歴任した。その後、小学館実用図書編集部次長や健康誌『だいじょうぶ』編集長を経て、小学館出版局プロデューサーを務めた。

## 著書
- 『氷の城 : 連合赤軍事件・吉野雅邦ノート』新潮社、1998年
  - 『「あさま山荘」籠城 : 無期懲役囚・吉野雅邦ノート』祥伝社〈祥伝社文庫〉、2002年（改題・文庫化）
- 『テロルの遁走曲』ラインブックス 、2002年
- 『あさま山荘銃撃戦の深層』小学館、2003年
  - 『あさま山荘銃撃戦の深層』（上下）講談社〈講談社文庫〉、2012年（文庫化）